# FIFA 07
FIFA 07 (znana też jako FIFA Soccer 07 i FIFA Football 07) – gra komputerowa stworzona przez EA Canada i wydana przez Electronic Arts bazująca na piłce nożnej. Gra wydana została 29 września 2006 w Europie, 3 października 2006 w USA na platformy GameCube, PC, PlayStation 2, Game Boy Advance, PlayStation Portable, Nintendo DS, Xbox, Xbox 360 i telefony komórkowe. Ulepszony silnik graficzny i fizyczny gry użyty w wersji na Xbox 360 będzie dostępny ekskluzywnie na konsoli przez okres 12 miesięcy do czasu wydania FIFY 08.
FIFA 07 jest czternastą grą z serii FIFA i jedenastą grą z tej serii w trójwymiarze.

## Tryb menedżerski FIFA 07
W trybie menedżerskim gracz może zaopiekować się jednym z klubów z 27 lig, m.in. Premier League, Bundesliga, Serie A, Ligue 1 czy Orange Ekstraklasa. Do puli lig dodano turecką w naszej wersji gry, ale swoimi ligami mogą się cieszyć Białorusini, Rosjanie, Węgrzy, Rumuni i Czesi.
Tryb menedżerski trwa 15 lat, chyba że zarząd klubu zdecyduje o zwolnieniu ciebie, kiedy mu podpadniesz. Wszystkie kluby, w przeciwieństwie do FIFA 06 są od razu dostępne. Gracz może w trybie menedżerskim wybrać cenę biletów oraz sponsora, wykonywać transfery, szukać młodych talentów, korzystać ze swojej szkółki juniorów, wybrać walutę
(dolar, euro lub funt brytyjski), edytować skład swojej drużyny, analizy statystyk oraz usprawniać kadrę. Tak jak w poprzedniej części gier FIFA pojawiają się trzy wskaźniki:
- Zgranie zespołu – wpływa na zrozumienie między piłkarzami podczas gry.
- Poparcie kibiców – im większe, tym więcej kibiców przychodzi na mecze.
- Bezpieczeństwo posady – im większe, tym mniejsze ryzyko utraty pracy.

## Tryb turnieju FIFA 07
Tryb turnieju pozwala na rozegranie jednego z turniejów obecnych w grze. Są to turnieje państwowe, czyli liga i puchar danego państwa. Oprócz tego można rozegrać Klubowe Mistrzostwa Ameryki lub Klubowe MŚ, albo stworzyć własny turniej.

## Mecz towarzyski
Mecz towarzyski daje możliwość zagrania kontrolnego meczu między dwoma klubami, lub reprezentacjami krajów. Można także zagrać dwoma takimi samymi klubami, oraz wybrać stadion i porę dnia.

## Tryb treningu FIFA 07
Trening ma możliwość rozegrania sparingu między dwoma drużynami, serii rzutów karnych, ćwiczenia rzutów wolnych i rożnych. Można także zmniejszać liczbę zawodników w razie ćwiczenia strategii w osłabieniu.

## Rozgrywka
Poprawiony został silnik fizyczny, dzięki czemu piłka leci zgodnie z rzeczywistością. Grafika została wzbogacona o shadery. Dołożono nowe animacje piłkarzy. Ulepszono AI przeciwnika. Poprawione zostały także przyśpiewki i zachowania kibiców.